# Mastfuß

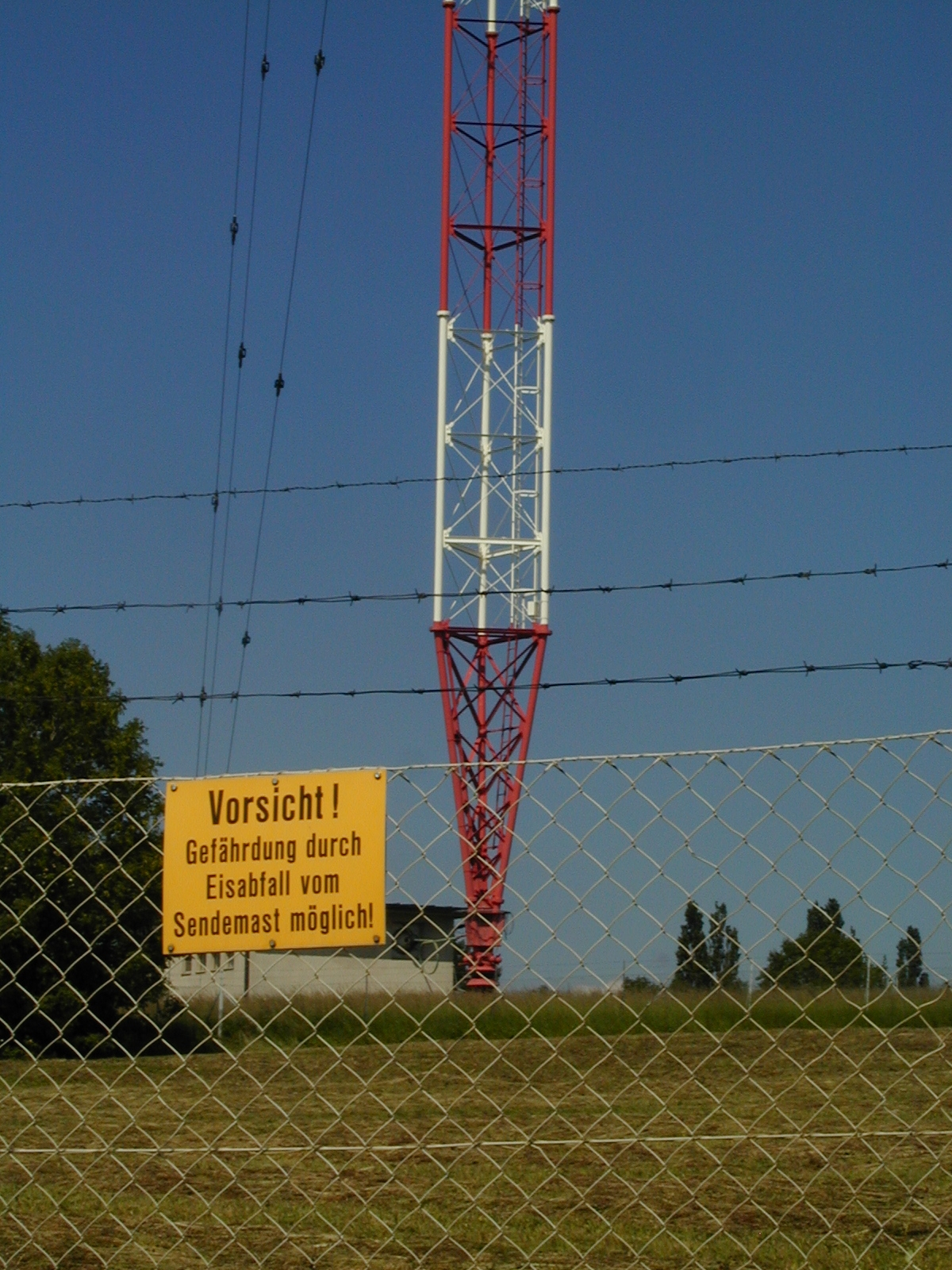
Mastfuß eines Sendemasten

Mastfuß bezeichnet das Aufnahmelager von Masten aller Art, speziell von Schiffsmasten, Sendemasten oder großen Schirmständern.

## Segelboote
Bei kleineren hölzernen Segelbooten ist der Mastfuß mit dem Kielschwein kombiniert und wird dabei auch als solches bezeichnet.

## Surfbretter
Der Mastfuß ist das freibewegliche Verbindungsstück zwischen Surfbrett und Rigg beim Windsurfen.
Ab ca. 1967 war der Mastfuß als Kardangelenk von Hoyle Schweizer patentiert, bis 1982 eine drehbare Verbindung aus dickem Gummi erfunden wurde, die Powerjoint genannt wird. Im Vergleich mit dem Kardangelenk bietet der Powerjoint eine viel geringere Verletzungsgefahr, weil er keine beweglichen Teile hat, in denen Zehen oder Finger eingeklemmt werden können.
Um ein Einklemmen zwischen Powerjoint und Brett zu vermeiden, hat sich in den letzten Jahren der sogenannte Mastfußschoner durchgesetzt. Das ist ein kreisrunder Schaumstoffteil mit einem Loch in der Mitte, durch das der Powerjoint gesteckt wird.
Am oberen Ende der Powerjoints wird über einen verriegelbaren Dorn das Rigg befestigt. Als Verbindungsstück zwischen Rigg und Mastfuß kommt entweder ein Becher-förmiger Trimmadapter zum Einsatz, der in den Masten eingesteckt wird, oder eine Mastverlängerung mit fest integriertem Trimmadapter. Am unteren Ende ebenfalls mittels verriegelbaren Dorn, die Mastfußplatte. Diese ist wiederum mit verschraubbaren Federmuttern in der Mastfußschiene des Surfbrettes fixiert.
|  |  |  |